# Regione 5 (Territori del Nord-Ovest)
La Regione 5 è una delle sei regioni censuarie dei Territori del Nord-Ovest in Canada. Al 2011 aveva 6.907 abitanti su una superficie di 153.468,37 km². È stata istituita con il censimento del 2011, quando l'area dei Territori è stata suddivisa in 6 nuove regioni censuarie.

## Comunità
- Town
  - Fort Smith
  - Hay River
- Frazioni
  - Fort Resolution
- Insediamenti
  - Enterprise
  - Lutselk'e
  - Reliance
- Riserva indiana
  - Salt Plains 195